# Отто Байсгайм
Отто Байсгайм (нім. Otto Beisheim; 3 січня 1924, Фоснакен — 18 лютого 2013, Роттах-Егерн) — німецький і швейцарський підприємець, співзасновник концерну Metro AG.

## Біографія
Байсгайм народився в сім'ї управителя маєтком, навчався на торговця шкіряними виробами. У 1941-1945 роках служив в лейб-штандарті і був членом СС, після війни потрапив в полон до британців і пройшов денацифікацію.
Після Другої світової війни Отто Байсгайм працював прокуристом (уповноваженим представником) підприємства з продажу електротоварів Stöcker & Reinshagen. Власники компанії Шелль в 1964 вступили в акціонерне товариство Metro AG, засноване в 1963 році в Ессені комерсантами з Дуйсбурга Вільгельмом Шмідт-Рутенбеком і Ернстом Шмідтом. Перший магазин Metro відкрився в листопаді 1963 року в Ессені. Керуючим директором другого магазину Metro в Мюльхаймі-на-Рурі в 1964 році став Отто Байсгайм. У 1967 році Байсгайм виступив посередником на переговорах про участь в Metro AG іменитої дуйсбурзька компанії Franz Haniel & Cie. і також став акціонером. Саме при Отто Байсхайме, який став одноосібним керівником Metro AG, компанія виросла в один з найбільших торгових концернів світу. Байсхайму належало 18,5% акціонерного капіталу групи Metro. Його статки оцінювалися в 2008 році в майже 4,85 млрд євро.
10 січня 2004 року на Потсдамській площі в Берліні відбулася урочиста церемонія відкриття Центру Байсхайма вартістю в 463 млн євро, в якому розмістилися в тому числі 5-зіркові готелі мереж Ritz-Carlton і Marriott International. Байсгайм займався благодійною діяльністю, допомагав багатьом школам і дошкільним освітнім установам.
Отто Байсгайм проживав в швейцарському Барі і в 1988 році отримав громадянство Швейцарії. У Німеччині проживав в Роттах-Егерн на Тегернзе. Зиму проводив у Маямі. П'ятдесят років був одружений з дружиною Інгою, яка померла в 1999 році. У 2004 році площа перед Центром Байсхайма отримала ім'я Інги Байсгайм. У 2008 році одружився з Лізою Еверс. В останні роки життя страждав від невиліковної хвороби і «з огляду на безнадійності стану здоров'я» 18 лютого 2013 року застрелився з пістолета у ванній кімнаті своєї вілли в Роттах-Егерн.

## Нагороди
- Залізний хрест 2-го класу
- Почесний доктор Дрезденського технічного університету (1993)
- Командор ордена «За заслуги перед Федеративною Республікою Німеччина» (1994)[7]
- Баварський орден «За заслуги» (2000)
- Орден «За заслуги перед землею Берлін» (2003)
- Почесний сенатор WHU (2003)[8]
- Почесне кільце WHU (2005)[8]
- Почесний громадянин 5 населених пунктів Тегернзе (2005)
- Почесний доктор WHU (2008)[8]